# غابرييل والش
غابرييل والش (بالإنجليزية: Gabrielle Walsh)‏ هي ممثلة أمريكية، ولدت في 10 مايو 1989 في شيكاغو في الولايات المتحدة.

## أعمال

### مسلسلات
- قريب بما فيه الكفاية

## وصلات خارجية
- غابرييل والش على موقع IMDb (الإنجليزية)
- غابرييل والش على موقع قاعدة بيانات الفيلم (الإنجليزية)